# Guadalupe Taddei Zavala
Guadalupe Taddei Zavala (Cananea, Sonora; 26 de junio de 1963) es una funcionaria electoral mexicana. Es la presidenta del Instituto Nacional Electoral (INE) desde el 4 de abril de 2023, tras ser electa por insaculación por la Cámara de Diputados la madrugada del 31 de marzo de 2023 para un período de nueve años.

## Trayectoria
Guadalupe Taddei es licenciada en administración pública por la Universidad de Sonora.

### Instituto Federal Electoral
Ingresó al entonces Instituto Federal Electoral en 1992 coordinando dos entidades, Chihuahua y Durango.
Fue directora del centro regional de Aguascalientes. En esa encomienda realizó los primeros  además de las primeras impresiones del padrón electoral con fotografía, ocupó la Dirección Nacional del Sistema de Consulta Electoral adscrita a la Dirección Ejecutiva del Registro Federal de Electores.
Fue miembro del Servicio Profesional Electoral Nacional (SPEN) como Vocal Local del Registro Federal de Electores en la Junta Local Ejecutiva del estado de Sonora, de octubre de 2003 a enero de 2014.

### Instituto Estatal Electoral y de Participación Ciudadana de Sonora
En octubre de 2014 fue elegida como Consejera Presidenta del IEE de Sonora por un período de siete años.
En 2018, asumió la presidencia para el 2019 del Observatorio de Participación Política de las Mujeres en Sonora.

### Instituto Sonorense de Transparencia
El 24 de febrero de 2022 fue nombrada por el Congreso del Estado de Sonora como Comisionada Presidenta del Instituto Sonorense de Transparencia por un período de siete años.

### Consejo General del INE
Guadalupe Taddei Zavala atendió la convocatoria para participar en la integración del Consejo General del Instituto Nacional Electoral en 2022. El Comité Técnico declaró su perfil óptimo para integrar la quinteta de mujeres de las que se seleccionó la Presidencia del INE. La madrugada del 31 de marzo de 2023 fue electa Consejera Presidenta del INE por insaculación.

## Controversias
Al momento de su nombramiento, Taddei tenía familiares que ocupaban cargos en el gobierno de México y el de Sonora. Jorge Luis Taddei Bringas, su primo, era delegado de la Secretaría del Bienestar en Sonora. Pablo Daniel Taddei Arriola, hijo de Jorge Luis Taddei, fue nombrado director de la empresa paraestatal LitioMX. Ivana Celeste Taddei Arriola, hermana de Pablo Daniel, era diputada local en Sonora por Morena. El presidente Andrés Manuel López Obrador reconoció la relación de la familia Taddei con su gobierno.
El Partido Acción Nacional anunció que impugnaría su nombramiento al INE, a pesar de que su grupo parlamentario estuvo de acuerdo con el proceso de insaculación junto con otros partidos, excepto Movimiento Ciudadano (MC).

## Reconocimientos
El 19 de octubre de 2021 Guadalupe Taddei Zavala recibió la Presea al Poderío de las Mujeres Sonorenses, que, junto a Olga Haydeé Flores Velásquez, Elizabeth Araux Sánchez, Martha Patricia Alonso Ramírez y Silvia Núñez Esquer, fueron galardonadas por su trayectoria en distintos ámbitos.